# Pototan
Pototan é um município de  primeira classe de renda municipal (d) na província Iloilo, nas Filipinas. De acordo com o censo de 1 de maio  de  2020 possui uma população de 78 298 pessoas e 18 761 domicílios.